# Mohd Abdul Bolkiah
Mohd Abdul Bolkiah também conhecido como Mohamed Bolkiah (Brunei, 27 de agosto de 1948) É o segundo filho de Omar Ali Saifuddien III, o 28º sultão de Brunei. É o chefe dos Viziers (ministros do alto escalão) de Brunei. Após a independência de Brunei em 1984, ele se tornou o primeiro ministro das Relações Exteriores do país, atuando de 1984 a 22 de outubro de 2015. Atuou de Relações Exteriores e Comércio do Brunei, ao lado do segundo Ministro de Relações Exteriores e Comércio, Lim Jock Seng.

## Vida pregressa
O príncipe Mohamed Bolkiah nasceu em 27 de agosto de 1948 em Istana Darussalam, Brunei. Ele é o segundo filho do sultão Omar Ali Saifuddien Sa'adul Khairi Waddien, o 28º sultão de Brunei. Entre seus irmãos estão o atual sultão de Brunei, sultão Hassanal Bolkiah, príncipe Sufri Bolkiah, príncipe Jefri Bolkiah, princesa Masna, princesa Norain, princesa Amal Umi Kalthum Al-Islam, princesa Amal Rakiah, princesa Amal Nasibah e princesa Amal Jefriah.

## Títulos
Em 29 de setembro de 1967, Mohamed Bolkiah foi nomeado por seu pai, o sultão Omar Ali Saifuddien III, como Pengiran Temenggong, uma das wazirs tradicionais de Brunei.
Em 1970, Mohamed Bolkiah recebeu do sultão Hassanal Bolkiah o novo título de Perdana Wazir, chefe dos wazirs tradicionais de Brunei, os "olhos e ouvidos" do governante.

## Independencia
Imediatamente após a independência do Brunei Darussalam, em 1984, Mohamed Bolkiah foi nomeado Ministro dos Negócios Estrangeiros e Comércio e ocupa o cargo desde então. Ele também detém o título de Vizir Chefe (Perdana Wazir) na Corte Real.
Durante a reforma do gabinete em 22 de outubro de 2015, ele foi substituído por seu irmão, o próprio sultão.

## Casamento e filhos
Em agosto de 1970, Mohamed Bolkiah se casou com seu primeiro primo, Yang Teramat Mulia ("HRH") Pengiran Anak Isteri Pengiran Anak Hajah Zariah binti Al-Marhum Pengiran Pemancha Pengiran Anak Haji Mohamed Alam, irmã de Pengiran Anak Hajah Saleha, a Raja Isterteri Rainha).
Juntos, eles têm 10 filhos.

## Honras
Honrarias recebidas:

### Honras Nacionais
- A Ordem da Família Real da Coroa do Brunei - Darjah Kerabat Mahkota Brunei (DKMB)
- A Ordem da Família Mais Estimada Laila Utama - Darjah Kerabat Laila Utama (DK, 1963)
- Medalha Hassanal Bolkiah Sultan Darjah Pertama (Sultan Hassanal Bolkiah Medal - PHBS, 1.8.1968)
- Medalha sincera de Laila (Medalha de Serviço as Forças Armadas - PBLI, 1975)
- Medalha de Serviço (Medalha de merito ao Serviço - PJK, 1954)

### Honras da Malásia
Johor : 
- Cavaleiro Comandante da Ordem da Coroa de Johor (SPMJ - Dato' Sri Paduka)

 Pahang : 
- Grande Cavaleiro da Ordem do Sultão Ahmad Shah de Pahang (SSAP - Dato' Sri)

 Perak
- O Grande Cavaleiro (Dato 'Seri) da Ordem dos Cura Si estragou tudo (a espada de prata do estado, SPCM)  with title Dato' Seri

 Selangor : 
- Companheiro da Ordem do Sultão Salah ud-din 'Abdu'l Aziz Shah (SSA, Setia)

### Honras estrangeiras
- Germany : Grã-Cruz da Ordem do Mérito da República Federal da Alemanha (16.11.1985)
- Japan : Grande Cordão da Ordem do Sol Nascente (2009)
- Philippines : Grã-Cruz da Ordem do Coração de Ouro  (31.7.2007)
- South Korea : Grã-Cruz da Ordem do Mérito Diplomático - Ordem do Mérito Diplomático do Serviço da Coréia
- Thailand : Grã-Cruz da Ordem do Elefante Branco
- United Kingdom : Cavaleiro Honorário Grã-Cruz da Ordem de São Miguel e São Jorge (GCMG - 17.9.1998)
- United Kingdom : Comandante Honorário da Real Ordem Vitoriana (CVO - 29.2.1972)